# Polepy (kraj ustecki)
Polepy – miejscowość i gmina (obec) w Czechach, w kraju usteckim, w powiecie Litomierzyce. W 2022 roku liczyła 1311 mieszkańców.